# Aleksiej Lebiediew
Aleksiej Pawłowicz Lebiediew (ros. Алексей Павлович Лебедев, ur. 8 października?/21 października 1906 w Pierowie, zm. 11 lutego 1968 w Moskwie) – funkcjonariusz radzieckich służb specjalnych, wojskowy, generał major.

## Życiorys
Od 1926 służył w Armii Czerwonej, od września 1926 do maja 1930 studiował w Szkole Wojskowo-Inżynieryjnej im. Kominternu, od 1929 w WKP(b). Od 1930 w Marynarce Wojennej ZSRR, od lutego 1932 dowódca plutonu we Flocie Pacyficznej, od sierpnia 1932 inżynier dywizjonu, od kwietnia 1935 inżynier baterii, od września 1937 do stycznia 1939 studiował w Wojskowej Akademii Obrony Chemicznej im. Woroszyłowa, od stycznia 1939 funkcjonariusz NKWD. Od stycznia 1939 szef Wydziału Specjalnego NKWD Floty Czarnomorskiej, od października 1939 szef Wydziału 3 Wydziału Specjalnego NKWD/Wydziału Kontrwywiadu Smiersz Floty Bałtyckiej w stopniu komisarza dywizyjnego, uczestnik wojny z Finlandią i wojny z Niemcami, 14 lutego 1943 awansowany na komisarza bezpieczeństwa państwowego, od maja 1943 zastępca szefa Zarządu Kontrwywiadu Smiersz Ludowego Komisariatu Floty Wojskowo-Morskiej ZSRR, 24 lipca 1943 mianowany generałem majorem. Od maja 1946 do lipca 1952 zastępca szefa Zarządu 2 3 Głównego Zarządu MGB ZSRR, później szef Wydziału Kontrwywiadu MGB Gorkowskiego Okręgu Wojskowego, od 19 października 1953 do marca 1954 zastępca szefa Wydziału Specjalnego MWD/KGB Karpackiego Okręgu Wojskowego, od listopada 1954 szef Wydziału Specjalnego Tulskiego Garnizonu Moskiewskiego Okręgu Wojskowego, od sierpnia 1956 w Białoruskim Okręgu Wojskowym, od stycznia 1959 naczelnik Szkoły KGB nr 201 w Gorkim, od 1963 w rezerwie.

## Odznaczenia
- Order Lenina (25 czerwca 1954)
- Order Czerwonego Sztandaru (trzykrotnie - 22 lutego 1943, 24 maja 1945 i 6 listopada 1946)
- Order Wojny Ojczyźnianej I klasy (29 stycznia 1944)
- Order Czerwonej Gwiazdy (trzykrotnie - 21 kwietnia 1940, 3 listopada 1944 i 19 grudnia 1967)
- Odznaka "Zasłużony Funkcjonariusz NKWD" (19 grudnia 1942)

I 5 medali.